# Chaetodipus pernix
El ratón de bolsillo sinaloense (Chaetodipus pernix) es una de las 17 especies de ratón de bolsillo del género Chaetodipus. Dos subespecies de C. pernix son reconocidas, C. p. pernix y C. p. rostratus, endémicas de México.
Este ratón pequeño vive entre arbustos y tiene una amplia gama de colores de capa.